# فرودگاه سری‌ارکا
فرودگاه سری‌ارکا (به انگلیسی: Sary-Arka Airport) یک فرودگاه غیرنظامی با کد یاتا KGF است که یک باند فرود بتن دارد و طول باند آن ۳۳۰۱ متر است. این فرودگاه در شهر قراغندی کشور قزاقستان قرار دارد و در ارتفاع ۵۳۸ متری از سطح دریا واقع شده‌است.

## شرکت‌های هواپیمایی و مقصدهای پروازی

### مسافری
| شرکت‌های هواپیمایی | مقصدهای پروازی                  |
| ----------------- | ------------------------------- |
| آئروفلوت          | شرمتیوو                         |
| ایر آستانه        | آلماتی                          |
| اطلس گلوبال       | آتاترک                          |
| اس۷ ایرلاینز      | تولمچوا (آغاز از ۳۱ اکتبر ۲۰۱۷) |
| اسکات ایرلاینز    | آلماتی، قیزیل‌اوردا، اوسکمن      |
| ژزقازغان ایر      | ژزقازغان                        |

### باری
| شرکت‌های هواپیمایی | مقصدهای پروازی                  |
| ----------------- | ------------------------------- |
| لوفت‌هانزا کارگو   | فرانکفورت، هنگ کنگ              |
| ام‌ای‌اس کارگو      | اسخیپول آمستردام، شانگهای پودنگ |
| Southern Air      | اسخیپول آمستردام، هنگ کنگ       |